# غزوة عمرة القضاء
غَزْوَةُ عُمرة القَضَاء حدثت في السنة السابعة للهجرة بين قوات المسلمين وقريش، قال الحاكم: «تواترت الأخبار أنه لما هَلَّ ذو القعدة أمر أصحابه أن يعتمروا قضاء عمرتهم، وألا يتخلف منهم أحد شهد الحديبية، فخرجوا إلا من استشهد، وخرج معه آخرون معتمرين، فكانت عدتهم ألفين سوى النساء والصبيان.»
واستخلف على المدينة عُوَيف بن الأضْبَط الدِّيلي، أو أبا رُهْم الغفاري، وساق ستين بدنة، وجعل عليها ناجية بن جُنْدُب الأسلمي، وأحرم للعمرة من ذي الحُلَيْفَة، ولبى، ولبى المسلمون معه، وخرج مستعداً بالسلاح والمقاتلة، خشية أن يقع من قريش غدر، فلما بلغ يَأجُج وضع الأداة كلها : الحَجَف والمِجَانّ والنَّبْل والرِّماح، وخلف عليها أوس بن خَوْلِي الأنصاري في مائتي رجل، ودخل بسلاح الراكب: السيوف في القُرُب .
وكان رسول الله عند الدخول راكباً على ناقته القَصْواء، والمسلمون متوشحون السيوف، محدقون برسول الله يلبون.
وخـرج المشركون إلى جبل قُعَيْقِعَان ـ الجبل الذي في شمال الكعبة ـ ليروا المسلمين، وقد قالوا فيما بينهم : إنه يقدم عليكم وفد وهنتهم حمى يثرب، فأمر النبي أصحابه أن يرملوا الأشواط الثلاثة، وأن يمشوا ما بين الركنين . ولم يمنعه أن يأمرهم أن يرملوا الأشواط كلها إلا الإبقاء عليهم، وإنما أمرهم بذلك ليري المشركين قوته كما أمرهم بالاضطباع، أي أن يكشفوا المناكب اليمنى، ويضعوا طرفي الرداء على اليسرى.
ودخل رسول الله مكة من الثنية التي تطلعه على الحَجُون ـ وقد صف المشركون ينظرون إليه ـ فلم يزل يلبي حتى استلم الركن بمِحْجَنِه، ثم طاف، وطاف المسلمون، وعبد الله بن رواحة بين يدي رسول الله يرتجز متوشحاً بالسيف :
ورَمَلَ رسول الله والمسلمون ثلاثة أشواط، فلما رآهم المشركون قالوا: هؤلاء الذين زعمتم أن الحمى قد وهنتهم، هؤلاء أجلد من كذا وكذا .
ولما فرغ من الطواف سعى بين الصفا والمروة، فلما فرغ من السعي، وقد وقف الهدي عند المروة، قال : (هذا المنحر، وكل فجاج مكة منحر)، فنحر عند المروة، وحلق هناك، وكذلك فعل المسلمون، ثم بعث ناساً إلى يَأْجُج، ليقيموا على السلاح، ويأتي الآخرون فيقضون نسكهم ففعلوا .
وأقام رسول الله بمكة ثلاثاً، فلما أصبح من اليوم الرابع أتوا علياً فقالوا : قل لصاحبك : اخرج عنا فقد مضى الأجل، فخرج النبي، ونزل بسَرِف فأقام بها.
ولما أراد الخروج من مكة تبعتهم ابنة حمزة، تنادي، يا عم يا عم، فتناولها علي، واختصم فيها علي وجعفر وزيد، فقضى النبي (لجعفر، لأن خالتها كانت تحته.
وفي هذه العمرة تزوج النبي (بميمونة بنت الحارث العامرية، وكان رسول الله( قبل الدخول في مكة بعث جعفر بن أبي طالب بين يديه إلى ميمونة، فجعلت أمرها إلى العباس، وكانت أختها أم الفضل تحته، فزوجها إياه، فلما خرج من مكة خلف أبا رافع ليحمل ميمونة إليه حين يمشي، فبنى بها بسرف .
وسميت هذه العمرة بعمرة القضاء، إما لأنها كانت قضاء عن عمرة الحُدَيْبِيَة، أو لأنها وقعت حسب المقاضاة ـ أي المصالحة ـ التي وقعت في الحديبية، والوجه الثاني رجحه المحققون، وهذه العمرة تسمي بأربعة أسماء: القضاء، والقَضِيَّة، والقصاص، والصُّلح . 
.